# Якоб Мартин Стрид
Якоб Мартин Стрид (на датски: Jakob Martin Strid) е датски карикатурист, илюстратор и писател на произведения в жанра хумор, детска литература и документалистика.

## Биография и творчество
Якоб Мартин Стрид е роден на 7 декември 1972 г. в Копенхаген, Дания.
След завършване на средното си образование работи във вестник „Политикен“, в който става известен с поредицата си сатирични комикси „Стрид“ публикувани с прекъсвания на последната страница. В тях героят Стрид интервюира датски политици, знаменитости и хора, измислени от самия него. За поредицата комикси получава културната награда „Дан Турел“ през 2001 г.
Първата му книга, комикса „Приказки от бъдещето“, е издадена през 1995 г. През 1997 г. под формата на книга е издаден комикса му „Ние мразим всичко!!“ отпечатан преди това в „Социалистически уикенд“. Автор и илюстратор е на редица детски книги, включително „Павилионът на Мустафа“ от 1999 г. и поредицата от детски книги за слончето Мимбо-Джимбо, които стават много популярни. Книгите му имат шантави, анархични истории и абсурдно чувство за хумор, и се харесват на всички възрасти.
През 2012 г. е издадена книгата му за деца „Невероятната история за гигантската круша“. Приятелите Мичо и Себастиан намират съобщение в бутилка от изчезналия кмет на Слънчев град, ИБ (Иеронимус Бергстрьом Северин Олсен), в което им казва, че е на Тайнствения остров. Заедно с писмото има семе, от което израства огромна круша. Двамата, заедно с професор Глюкозен, се отправят на морско пътешествие в търсене на острова, като по пътя си срещат с пирати, ужасяващ морски змей, катраненочерно море, както и с други приключения. Книгата става бестселър, получава наградата за детска книга на годината, издадена е в над 20 страни по света и през 2017 г. е екранизирана в успешния анимационен филм „Невероятното пътешествие на гигантската круша“.
През 2012 г. получава наградата на издателство „Гилдендал“ за цялостно творчество в областта на литературата за деца, а също и наградата на двойката престолонаследници за дейността си областта на културата. През 2013 г. получава наградата „Силас“ на Датската академия за значим автор на детски книги.
Якоб Мартин Стрид живее със семейството си в Копенхаген.

## Произведения

### Самостоятелни романи
- Mustafas Kiosk (1999)[1]
- Rejsen Til Jorden (1999)
- Dimitri 9mm (2001)
- Den Skaldede Mand (2002)
- STRID (2004)
- Lille Frø (2005)
- Min Mormors Gebis (2006) – награда „Орла“ за книга с картинки
- Strid – Decimal 0.4 (2007)
- Da lille Madsens hus blæste væk (2008) – награда за детска книга
- Den utrolige historie om den kæmpestore pære (2012) – награда за детска книга
Невероятната история за гигантската круша : или разказ за това как Иеронимус Бергстрьом Северин Олсен бе възстановен на полагащата му се по право длъжност кмет на Слънчев град за радост на всички негови жители, с изключение на един, изд.: ИК „Колибри“, София (2022), прев. Росица Цветанова

### Поредица „Мимбо-Джимбо“ (Mimbo Jimbo)
1. Mimbo Jimbo (2010)[1][3]
2. Mimbo Jimbo laver kunst (2011)
3. Mimbo Jimbo og de store elefanter (2012)
4. Mimbo Jimbo besøger en ven (2013)
5. Mimbo Jimbo og den lange vinter (2014)
6. Mimbo Jimbo bygger et fyrtårn (2015)
7. Da Mumbo Jumbo blev kæmpestor (2018)
8. Lær engelsk med Mimbo Jimbo (2018)
9. Flyvebogen – Rejsen til monstrenes ø (2019)
10. I form med Tapiren! (2020)

### Документалистика
- Tales from the Future (1995)[1]
- Vi Hader Alting!! (1997)
- Jorden går under i år 2000 (1999)
- Strids Værste!!! (2002)
- Den store Strid (2001) – кимикси в „Политикен“
- Den store Strid 2 (2002) – комикси в „Политикен“

### Екранизации
- 2017 Невероятното пътешествие на гигантската круша, Den utrolige historie om den kæmpestore pære
- 2020 Lille Frø – късометражен